# Tanya Woodward
Tanya Woodward (* 7. Oktober 1970, geborene Tanya Groves) ist eine englische Badmintonspielerin. 

## Karriere
Tanya Woodward gewann nach zwei Titeln bei den englischen Einzelmeisterschaft der Junioren 1989 ein Jahr später ebenfalls zwei Titel bei den Portugal International. 1992 siegte sie bei den Czechoslovakian International und den Hungarian International und platzierte sich bei weiteren EBU-Veranstaltungen im Vorderfeld, so dass sie den gesamten EBU Circuit dieser Saison im Damendoppel gewinnen konnte. 1994 war sie auf Mauritius erfolgreich und 1995 noch einmal in Ungarn. 1996 erkämpfte sie sich ihren einzigen nationalen Titel bei den Erwachsenen.

## Sportliche Erfolge
| Saison    | Veranstaltung                             | Disziplin   | Platz | Name                           |
| --------- | ----------------------------------------- | ----------- | ----- | ------------------------------ |
| 1989      | England: Einzelmeisterschaft der Junioren | Mixed       | 1     | Anthony Bush / Tanya Groves    |
| 1989      | England: Einzelmeisterschaft der Junioren | Dameneinzel | 1     | Tanya Groves                   |
| 1990      | Portugal International                    | Mixed       | 1     | Nitin Panesar / Tanya Groves   |
| 1990      | Portugal International                    | Damendoppel | 1     | Julia Mann / Tanya Groves      |
| 1992      | Czechoslovakian International             | Damendoppel | 1     | Tanya Groves / Joanne Davies   |
| 1992      | Hungarian International                   | Damendoppel | 1     | Tanya Groves / Joanne Davies   |
| 1992/1993 | EBU Circuit                               | Damendoppel | 1     | Joanne Davies / Tanya Groves   |
| 1994      | Mauritius International                   | Damendoppel | 1     | Joanne Davies / Tanya Woodward |
| 1995      | Irish Open                                | Dameneinzel | 2     | Tanya Woodward                 |
| 1995      | Hungarian International                   | Damendoppel | 1     | Tanya Groves / Alison Humby    |
| 1996      | England: Einzelmeisterschaften            | Dameneinzel | 1     | Tanya Woodward                 |
| 1998      | Portugal International                    | Dameneinzel | 1     | Tanya Woodward                 |